# 斉藤知一郎
斉藤 知一郎（さいとう ちいちろう、1889年（明治22年）3月18日 - 1961年（昭和36年）2月16日）は、日本の実業家。大昭和製紙の創業者。

## 経歴

### 生い立ち
静岡県富士郡吉永村（現・富士市）出身。知一郎は、一介の百姓の忰であった。生地は富士の裾野で、旧吉原町から沼津に通ずる昔の根方街道に沿う閑寂な村である。
父の米作は稲藁や三椏などの仲買を初め、入山瀬の富士製紙の工場や須山の和紙業者へ原料納入などを兼業するようになった｡父を助けて荷車の後押しなど手伝いながら､工場へ出入りする知一郎を目掛けて『乞食小僧』などの罵声を浴びせられる場面もあり、彼は無念さに耐え切れないこともあったという｡
1901年（明治34年）、吉原町外八ヶ村組合立高等小学校を中退して、製茶や茶の仲買、稲藁の売買に従事して家業を手伝う。

### 事業家として
1914年（大正3年）、機械による製茶業を営んだが、1920年（大正9年）、火事により工場を失い、製紙原料の仲買業を専業とした。
1921年（大正10年）、斉藤商店を創業。1922年（大正11年）、斉藤兄弟商会に改称。
1927年（昭和2年）、買収した寿製紙を昭和製紙に社名変更。1928年（昭和3年）、同社の全株式を入手して社長に就任。同年斉藤兄弟製紙を株式会社に改組して斉藤商会とする。昭和10年（1935年（昭和10年）、斉藤商会を昭和製紙に吸収合併。
1938年（昭和13年）、自らが社長を務める昭和製紙、昭和産業、駿富製紙の3社と、五弟・信吉が社長の岳陽製紙に大正工業を加えた5社を合併して、大昭和製紙（現・日本製紙）を設立、会長に就任。1943年（昭和18年）、社長となった。
終戦になると、鈴川工場を中心に自社の諸工場の復興に努力を払った。そして脱税事件で告発されたりして、精神的に大きな打撃を受けたにも拘らず、会社の増設や改造を次々と実施して、昭和二十年代には見事に見違えるような大昭和製紙に復興させた。
1961年（昭和36年）2月20日、吉原市議会の議決により、名誉市民の称号が贈られた。

## 家族

### 斉藤家
（静岡県富士郡吉永村（のち吉原市、現富士市）、東京都）
- 父・米作[4]
- 母・ちよ（静岡県、井出重次郎二女[4]）
- 弟佐一、同貞作、同信吉は各分家し同美雄は静岡県渡邊由太郎の養子となる[4]
- 妻・わかよ（静岡県、渡井辰五郎五女[4]）
- 長男・了英（大昭和製紙会長）
- 次男・滋与史（元静岡県知事）
  - 同妻（トヨタ自動車名誉会長豊田章一郎の妹、トヨタ自動車創業者豊田喜一郎の二女[5]）
- 三男・喜久蔵（大昭和製紙社長）
- 四男・孝（大昭和製紙社長）
- 五男・平三郎
- 長女・梅子（元三菱自動車工業相談役舘豊夫の兄舘稲麻呂の妻）
- 孫

斗志二（衆議院議員）
知三郎（大昭和製紙監査役）
四方司（ジーク証券元会長）